# Edward Szczepanik

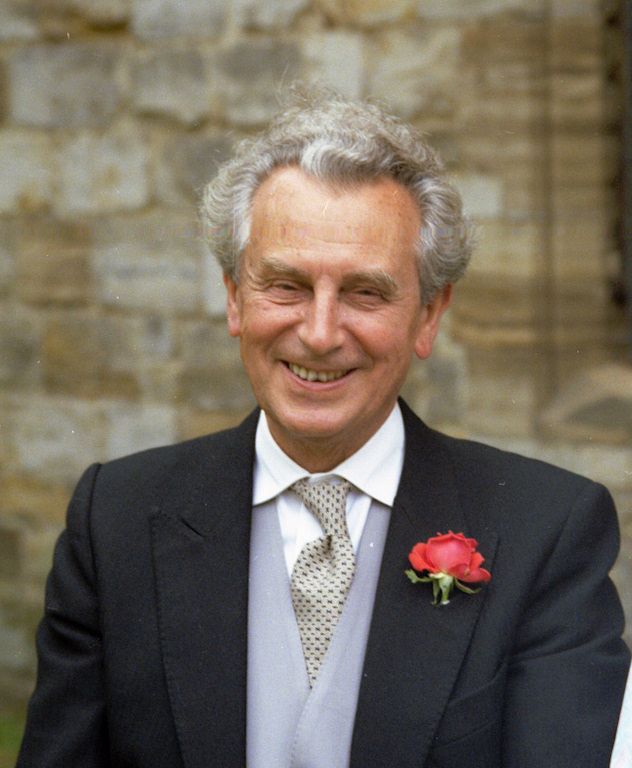
Edward Szczepanik (1986)

Edward Franciszek Szczepanik (* 22. August 1915 in Suwałki; † 11. Oktober 2005 in Bricklehampton, Worcestershire) war ein polnischer Wirtschaftswissenschaftler, Politiker und Ministerpräsident der Polnischen Exilregierung.

## Leben

### Studium und berufliche Laufbahn

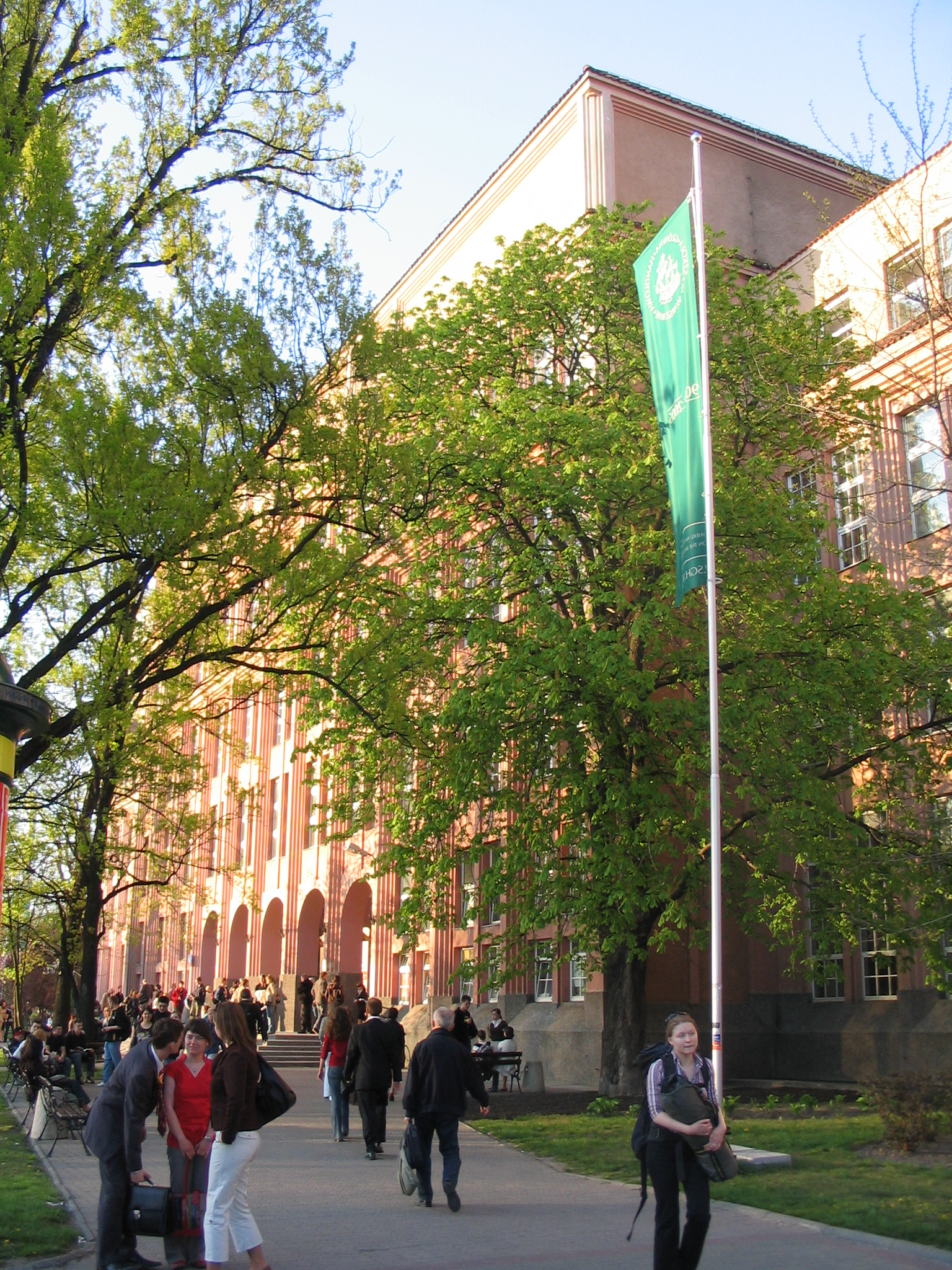
Die Handelshochschule Warschau

Nach dem Schulbesuch absolvierte er ein Studium der Wirtschaftswissenschaften an der Handelshochschule Warschau (Szkoła Główna Handlowa w Warszawie), das er 1936 mit einem Master of Science (M. Sc.) in Political Economy abschloss. Nach seiner anschließend Ausbildung zum Reserveoffizier an der Artillerieoffizierschule sowie im 29. Leichten Artillerieregiment erhielt er ein Stipendium für ein Postgraduiertenstudium an der London School of Economics and Political Science, wo er unter anderem Student bei Friedrich August von Hayek war. Nach seiner Rückkehr nach Polen war er von 1938 bis 1939 Lektorassistent an der Handelshochschule Warschau.

### Zweiter Weltkrieg
Nach dem Überfall auf Polen und damit dem Beginn des Zweiten Weltkrieges im September 1939 war er zunächst in Litauen interniert, ehe er nach seiner Gefangennahme durch die Rote Armee zwischen 1940 und 1942 Gefangener in einem Gulag in Kozelsk und danach in Kola war.

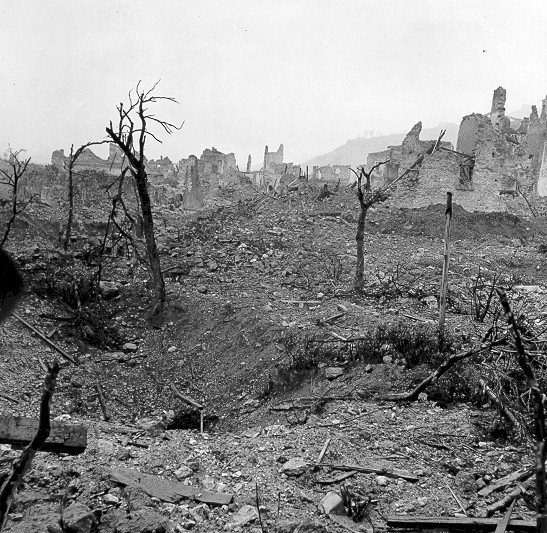
Monte Cassino nach der Schlacht

Nach dem Beginn des Krieges gegen die Sowjetunion am 21. Juni 1941 und der darauf folgenden Unterzeichnung des Sikorski-Majski-Abkommens am 30. Juni 1941 wurde er aus der Kriegsgefangenschaft entlassen. Danach trat er dem 2. Polnischen Korps unter dem Kommando von Generalleutnant Władysław Anders bei und wurde im Laufe des Krieges bis zum Major befördert. Als Offizier des 5. Polnischen Artillerieregimentes war er ein mit Auszeichnungen dekorierter Teilnehmer der Schlacht um Monte Cassino vom 17. Januar bis zum 18. Mai 1944. Darüber hinaus war er einer der ersten Alliierten, die am 21. April 1945 Bologna von der Wehrmacht eroberte. Im Laufe des Krieges war er außerdem als Verbindungsoffizier der polnischen Armee beim Royal Artillery Training Team.

### Berufliche Tätigkeiten in der Nachkriegszeit
Nach dem Ende des Zweiten Weltkrieges war er von 1947 bis 1953 als Assistenzprofessor am Polish University College von London tätig. Außerdem setzte er zugleich seine Studien an der London School of Economics fort und erwarb dort 1953 einen Master of Science in Economics (M. Sc. Econ.) sowie 1956 einen Philosophiae Doctor (Ph. D.).
Zwischen 1953 und 1961 war er als Dozent (Senior Lecturer) an der Universität Hongkong tätig, ehe er im Anschluss daran zwei Jahre Mitglied des Beratungsteams der Harvard University in Karachi (Pakistan) war. Später war er von 1978 bis 1981 als Gastwissenschaftler (Senior Research Fellow) an der University of Sussex tätig. 1981 erfolgte dann seine Berufung zum Professor für Wirtschaftswissenschaften an der Polnischen Auslandsuniversität (Polski Uniwersytet na Obczyźnie – PUNO) in Hammersmith. 1995 wurde ihm von seiner Alma Mater, der Handelshochschule Warschau, der Ehrendoktortitel eines Dr. Honoris causa der Wirtschaftswissenschaften verliehen.
Neben seinen Tätigkeiten als Hochschullehrer war er als Wirtschaftswissenschaftler für mehrere Internationale Organisationen tätig. 1954 war er in dieser Funktion zunächst Berater des Hohen Flüchtlingskommissars der Vereinten Nationen in Hongkong. Noch im gleichen Jahr wurde er Berater der Food and Agriculture Organization (FAO) in Hongkong, ehe er zwei Jahre darauf Berater der Wirtschafts- und Sozialkommission für Asien und den Pazifik (UN-ESCAP) in Bangkok wurde. Nach seiner Rückkehr aus Pakistan wurde er dann 1963 Leitender Wirtschaftswissenschaftler (Senior Economist) am Sitz der FAO in Rom. In diesem Amt verblieb er dann bis 1977 und war als solcher 1975 auch Berater der Internationalen Kaffeeorganisation (ICO) in London.

### Polnische Exilregierung in London
Szczepanik war außerdem frühzeitig für die Polnische Exilregierung in London tätig. Bereits 1951 war er Gründer und für zwei Jahre Vorsitzender des Polnischen Instituts zur Erforschung nationaler Angelegenheiten (Instytut Badań Zagadnień Krajowych). Während seiner Tätigkeit als Wirtschaftswissenschaftler in Rom war er von 1963 bis 1977 zugleich Repräsentant der Exilregierung beim Heiligen Stuhl, der als einer von nur drei Staaten seine Beziehungen zur Exilregierung aufrechterhielt. Neben seinen Tätigkeiten als Direktor des Forschungsrates der Auslandspolen (Rada Porozumiewawcza Badań nad Polonią) und als Präsident der Gesellschaft der Auslandspolen für Kunst und Wissenschaften (Polskie Towarzystwo Naukowe na Obczyźnie – PTNO) in London war er von 1983 bis 1986 erneut Vorsitzender des Polnischen Instituts zur Erforschung nationaler Angelegenheiten.

### Letzter Exilministerpräsident
1981 wurde er von Kazimierz Sabbat zum Innenminister der Exilregierung berufen.
Am 7. April 1986 wurde er dann als Nachfolger von Sabbat, der selbst neuer Exilpräsident wurde, Ministerpräsident der Polnischen Exilregierung. Nach dem Tode Sabbats am 19. Juli 1989 wurde er von dessen Nachfolger als Exilpräsident Ryszard Kaczorowski gebeten, das Amt des Exilministerpräsidenten weiterhin bis zur Erfüllung der Mission der Exilregierung, der Auflösung der Volksrepublik Polen, wahrzunehmen.
Nach der Entstehung der Dritten Polnischen Republik und der Wahl von Lech Wałęsa zum ersten frei gewählten polnischen Präsidenten im Dezember 1990 lösten sich die Institutionen der Exilregierung in London auf. Am 22. Dezember 1990 überreichte Kaczorowski auf Ratschlag Szczepaniks während einer feierlichen Zeremonie auf dem Warschauer Königsschloss die von der Exilregierung verwahrten Präsidentschaftsinsignien der Zweiten Republik an Wałęsa.

### Auszeichnungen
Für seine Tapferkeit während des Zweiten Weltkrieges wurde er 1945 mit dem Tapferkeitskreuz (Krzyż Walecznych) sowie im folgenden Jahr mit dem Silbernen Verdienstkreuz mit Schwertern (Krzyż Zasługi z Mieczami). Neben weiteren polnischen und britischen Auszeichnungen erhielt er darüber hinaus auch das Militärische Verdienstkreuz des Königs von Italien.
Des Weiteren wurde er 1981 von der polnischen Exilregierung zum Ritter des Ordens Polonia Restituta geschlagen. Noch während der Zeit der Volksrepublik Polen wurden ihm 1982 die Ehrenbürgerrechte seiner Heimatstadt Suwałki verliehen. 1985 verlieh ihm Exilpräsident Edward Raczyński das Kommandeurskreuz. Nach der Gründung der Dritten Polnischen Republik wurde ihm 1996 die Verdienstmedaille um die polnische Kultur verliehen.

## Veröffentlichungen
Im Laufe seiner beruflichen Laufbahn war Szczepanik Autor sowie Ko-Autor und Herausgeber und Mitherausgeber mehrerer Veröffentlichungen, insbesondere zu wirtschaftspolitischen Themen:
- A study in the economic problems of central & eastern Europe. London 1954 (Studie über die wirtschaftlichen Probleme Mittel- und Osteuropas)
- The National Income of Hong Kong. Hongkong 1955 (Das Nationaleinkommen Hongkongs)
- The Cost of Living in Hong Kong. Hongkong 1956 (Die Lebenshaltungskosten Hongkongs)
- The Economic Growth of Hong Kong. London 1958 (Das Wirtschaftswachstum Hongkongs)
- The Economic Role of Middlemen and Co-operatives in Indo-Pacific Fisheries. Rom 1960 (Die wirtschaftliche Rolle der Zwischenhändler und Kooperativen in der indo-pazifischen Fischerei)
- Economic and social problems of the Far East. Hongkong 1962 (Wirtschaftliche und soziale Probleme in Fernost)
- National accounting as a tool of economic planning. Den Haag 1965 (Nationales Rechnungswesen als Werkzeug der Wirtschaftsplanung)
- Agricultural policies at different levels of development. Rom 1976 (Landwirtschaftspolitik auf verschiedenen Ebenen der Entwicklung)
- New limits on European agriculture: politics and the Common Agricultural Policy, London 1985 (Neue Grenze der Europäischen Landwirtschaft: Politik und die Gemeinsame Landwirtschaftspolitik)
- The Polish Cultural And Scientific Heritage at the Dawn of the Third Millennium. London 2003 (Das kulturelle und wissenschaftliche Erbe Polens zu Beginn des 3. Jahrtausends)